# اچ‌ام‌سی‌اس بیور (اس۱۰)
اچ‌ام‌سی‌اس بیور (اس۱۰) (به انگلیسی: HMCS Beaver (S10)) یک کشتی است که طول آن ۲۶۰ فوت (۷۹ متر) می‌باشد. این کشتی در سال ۱۹۰۲ ساخته شد.